# Fritz Kiersch
George Keith "Fritz" Kiersch (* 23. července 1951, Alpine, Texas) je americký filmový režisér, spisovatel a producent.
Proslavil se díky režii kultovního snímku Kukuřičné děti (1984), natočeného na motivy stejnojmenné povídky Stephena Kinga. Později bylo natočeno ještě několik pokračování, na nich ale Kiersch nespolupracoval. Mezi jeho další známé filmy patří Tuff Turf (1985), Gor (1987), Superpilot (1992) a Cizinka (1995). Též se podílel na seriálu Swamp Thing (1990-1993).
V současnosti je Kiersch vedoucím programu Point Arts, který se zabývá filmovým uměním.

## Ocenění
1984 Kukuřičné děti: nejlepší film, BIFFF (Bruselský mezinárodní festival fantasy filmů)

## Filmografie
- 1984 Kukuřičné děti
- 1985 Tuff Turf
- 1987 Winners Take All
- 1987 Gor
- 1989 Under the Boardwalk
- 1990 Fatal Charm (pod pseudonymem Alan Smithee)
- 1990 Swamp Thing (televizní seriál)
- 1990 Falco
- 1990 Smaragdové srdce
- 1992 Superpilot
- 1995 Cizinka
- 1997 Crayola Kids Adventures: Tales of Gulliver's Travels
- 2006 Surveillance
- 2006 Hunt